# Context
Context. Diana Vishneva — ежегодный международный фестиваль современной хореографии, проходит с 2013 года. Основатель и арт-директор фестиваля — прима-балерина Мариинского театра Диана Вишнёва. В программу фестиваля входят постановки мировых хореографов и танцевальных компаний, работы молодых российских хореографов, образовательные события и кинопрограмма.

## История

### 2013 год
Первый фестиваль Context. Diana Vishneva прошёл с 4 по 6 декабря 2013 года в Москве. Ключевым событием фестиваля стало выступление Дианы Вишнёвой в дуэте с премьером Американского театра балета Марсело Гомесом. Они исполнили Vertigo в хореографии Мауро Бигонцетти на музыку Дмитрия Шостаковича и Nuages Иржи Килиана на музыку Клода Дебюсси. На первом фестивале свои работы представили: Richard Alston Dance Company (Великобритания), Suzanne Dellal Dance and Performing Arts Centre (Израиль), Introdans (Нидерланды), Gauthier Dance (Германия), Korzo Productions (Нидерланды).

### 2014 год
Второй фестиваль Context прошёл в Москве с 26 по 29 ноября 2014 года. По сравнению с 2013 годом программа II фестиваля была продлена до четырёх дней. Участниками международной программы стали: Нидерландский театр танца (NDT 2) (Нидерланды), Gauthier Dance (Германия), Ate9 dANCE cOMPANY (США), Ballet Preljocaj (Франция), Nanine Linning / Theater Heidelberg (Нидерланды).
Диана Вишнёва выступила практически во всех вечерах фестиваля в постановках: «Старик и я» Ханса ван Манена (партнёр — Эрик Готье), «Объект перемен» Пола Лайтфута и Соль Леон (партнёр — Андрей Меркурьев), «Убитый» Марко Гёкке.

### 2015 год
Третий фестиваль, посвящённый памяти Майи Плисецкой, прошёл в Москве с 24 по 28 ноября 2015 года. Программа фестиваля расширилась до пяти дней: за это время прошло 30 мероприятий на таких площадках, как Театр имени Моссовета, Электротеатр Станиславский, Гоголь-центр, Центр документального кино.
В этот год фестиваль впервые пригласил в Россию танцевальную компанию Martha Graham Dance Company, созданной одной из основоположниц танца модерн Мартой Грэм. Также в рамках международной программы были представлены постановки компаний Introdans (Нидерланды), Brenda Angiel Aerial Dance Company (Аргентина) и израильского хореографа Ицика Галили. Диана Вишнёва дебютировала в постановке Ханса ван Манена Live.

### 2016 год
В 2016 году фестиваль Context расширил свою географию и прошёл с 14 по 19 ноября в Москве и Санкт-Петербурге, где состоялось торжественное закрытие фестиваля на исторической сцене Мариинского театра. Фестиваль включал три программы в театре плюс сопутствующие кино- и образовательную.
Ключевым событием гала-вечеров фестиваля стало выступление Дианы Вишневой и художественного руководителя балетной труппы Парижской оперы Орели Дюпон. Танцовщицы исполнили постановку хореографа Охада Наарина B/olero на музыку Мориса Равеля в аранжировке Исао Томиты.
Участниками международной программы стали Балет Мориса Бежара (Швейцария), Танцевальный театр Люцерна (Швейцария), Alonzo King Lines Ballet (США), Introdans (Нидерланды).

### 2017 год
В 2017 году пятый фестиваль прошёл с 12 по 19 ноября. В юбилейный год руководитель и главный балетмейстер Балета Нюрнберга Гойо Монтеро специально для фестиваля создал и представил балет Asunder на музыку Вагнера (в аранжировке Ури Кейна), Шопена (в адаптации Оуэна Бэлтона) и оригинальную музыку Бэлтона в исполнении лучших танцовщиков Пермского театра оперы и балета. Помимо этого, была расширена образовательная программа и презентован цикл лекций «Что такое современный танец?», разработанный совместно с Arzamas и Сбербанком.
Участниками международной программы 2017 года стали Алессандра Ферри и Герман Корнехо (Италия и Аргентина), Gauthier Dance / Dance Company Theaterhaus Stuttgart (Германия), Company Wayne McGregor (Великобритания), Bodytraffic (США), Жаннет Дельгадо и Гонсало Гарсиа (США, Испания), Дрю Джейкоби и Мэтт Фоли (США), Национальный балет Нидерландов.

### 2021 год
В 2021 году фестиваль прошёл с 29 августа по 4 октября в Москве и Санкт-Петербурге. Было показано 46 спектаклей, кинопоказов и мастер-классов на 27 площадках. В рамках кинопрограммы фестиваля было представлено четыре документальных фильма о легендарных хореографах и танцевальных компаниях

### 2024 год
В 2024 фестиваль Дианы Вишневой Context сконцентрируется на исследовании связи танца и архитектуры. В конце года зрителей ждет премьера хореографического спектакля Ольги Лабовкиной «Длить и продлевать» — рассуждение о времени в контексте человеческой жизни. Его главной особенностью станет участие профессиональных танцовщиков старше 50 лет.

## Конкурс молодых хореографов
Конкурс молодых хореографов Context создан для поддержки и развития современной хореографии в России.
Главное — помочь талантливым российским постановщикам занять в этом мире свое место. Классический балет в России имеет большие традиции, но история современного танца пишется сегодня. Мы хотим вписать Россию в контекст мировой современной хореографииДиана Вишнёва
С 2013 года каждую весну фестиваль открывает сбор заявок на конкурс молодых хореографов. К участию в конкурсе приглашаются студенты танцевальных школ со всей России, а также хореографы, уже имеющие в портфолио несколько постановок. На первоначальном этапе конкурса, летом, куратор конкурса Анастасия Яценко и арт-директор фестиваля Диана Вишнёва выбирают нескольких финалистов. Осенью, во время проведения фестиваля, финалисты Конкурса представляют свои работы зрителям Москвы и Санкт-Петербурга, а также международному жюри.
Победители конкурса молодых хореографов с 2013 по 2017 год:
- 2013 год — Владимир Варнава и Константин Кейхель
- 2014 год — Лилия Бурдинская
- 2015 год — Константин Семенов
- 2016 год — Ольга Васильева (Гран-при), Павел Глухов (Приз зрительских симпатий)
- 2017 год — Ольга Лабовкина (Гран-при), Юлия Коробейникова (Приз зрительских симпатий)

## Кинопрограмма
Каждый год фестиваль представляет кинопрограмму, в рамках которой в Центре документального кино проходят показы фильмов об известных хореографах, исполнителях и танцевальных компаниях.
В 2013 году в Центре документального кино прошли показы фильмов «Пина: Танец страсти 3D» Вима Вендерса, а также Car Men и «Между входом и выходом» Бориса Павала Конена.
Одной из центральных картин кинопрограммы фестиваля в 2014 году стала работа режиссёра Кевина Элвебака «Балетные мальчики» (Ballet boys) о непростом пути становления учащихся балетной школы. Также были представлены фильмы «Прежде, чем мы уйдем» (Before We Go) Жоржа Леона, «Только вперед» (Forward (Avant)) Хуана Альвареса Неме, и «Все возможно» (Los posibles) Сантьяго Митре.
В рамках кинопрограммы 2015 года была показана часть картин с фестиваля San Francisco Dance Film Festival: «Редкие птицы» Т. М. Райвса, «Никогда не останавливайся» Рона Хонсы, «Человек за кулисами» Керсти Грюндиц, «Балетные классы» Мэри Джейн Доэрти, а также российская премьера фильма Андрея Северного «Гравитация: вариации во времени и пространстве» с Дианой Вишнёвой в главной роли.
В 2016 году на фестивале были показаны фильмы «Перезагрузка» Тьери Домезье и Альбана Турле, «Рудольф Нуреев — Танец свободы» Ричарда Керсона Смита, «Алонсо Кинг — Поэт Танца» Мариты Стокер, «Портрет Саши Вальц» Бриджит Крамер, «Мистер Гага» Томера Хейманна и «Матс Эк — Хореограф» Андреаса Содерберга.
В 2017 году в рамках кинопрограммы фестиваля состоялась российская премьера фильма «Парижская опера» швейцарского режиссёра Жан-Стефана Брона. Фильм был удостоен награды в номинации «Лучший документальный фильм» в рамках XXXIX Московского международного кинофестиваля. Также были показаны фильмы «История балерины» Джорджа Нельсона, «Марсело Гомес: анатомия танцовщика» Дэвида Барбы и Джеймса Пеллерито, «Бобби Джин» Эльвиры Линд, «Ингмар Бергман глазами хореографа» Ингмара Бергмана-младшего и Мари-Луиз Сид-Силвандер, «Маико: танцующее дитя» Осе Свенхейм Дривенес и «В калифорнии» Шарля Редона.

## Образовательная программа
Важной частью фестиваля является образовательная программа, в которую входят встречи с ведущими хореографами, лекции, мастер-классы и серия воркшопов.
С 2013 года в рамках фестиваля выступили со своими лекциями театральный и литературный критик Вадим Гаевский, балетный критик и теоретик Лейла Гучмазова, прошли творческие встречи со шведским хореографом Матсом Эком, российским хореографом Алексеем Ратманским и другими.
В 2016 году фестиваль запустил специализированные курсы воркшопов: для будущих критиков работала «Лаборатория танцевальной критики» исследователя современного танца и основателя портала No fixed points Виты Хлоповой, для фотографов — «Театральная съемка» Марка Олича.
В 2017 году совместно с Британским советом и танцевальной компанией Studio Wayne McGregor фестиваль Context запустил двухдневный интенсив (13-14 ноября) для хореографов со всей России. В январе 2018 года были объявлены имена семи хореографов, которые по итогам работы Лаборатории Mind and Movement получили грант от Studio Wayne McGregor и Британского совета на создание собственной хореографической работы по методике британского хореографа Уэйна МакГрегора.

## Команда фестиваля
Художественный директор фестиваля Диана Вишнёва отвечает за творческие планы Context: составляет международную программу, отбирает участников на конкурс молодых хореографов, участвует в формировании образовательной и кинопрограммы.